# Svenska mästerskapen i dressyr 1996
Svenska mästerskapen i dressyr 1996 avgjordes i Flyinge. Tävlingen var den 46:e upplagan av Svenska mästerskapen i dressyr.

## Resultat
| Placering | Ryttare                | Häst            |
| --------- | ---------------------- | --------------- |
| 1         | Louise Nathhorst       | LRF Walk On Top |
| 2         | Ulla Håkanson          | Flyinge Bobby   |
| 3         | Annette Solmell        | Flyinge Strauss |
| 4         | Jan Brink              | Kleber Martini  |
| 5         | Per Johansson          | Chapman         |
| 6         | Anne Sophie Mannerfelt | Athletico       |